# 格桑央金
格桑央金（藏語：སྐལ་བཟང་དབྱངས་སྐྱིད་，威利转写：skal bzang dbyangs skyid，Kesang Yangkyi，1944年9月15日—）女，藏族，籍贯不详，十四世逹赖姐夫彭措扎西的第二任妻子。

## 生平
1953年，在拉萨上西藏尼泊尔学校。1954年到1961年，在印度噶伦堡的圣若瑟修道院学习。她先后获得英国剑桥大学在印度颁发的学历证书，西姆拉圣比德女子学院文学士学位，以及美国康奈尔大学有关管理学的荣誉证书。
1962年至1963年，她开始在流亡政府内务部做秘书和翻译。1963年至1966年，她在达兰萨拉的西藏儿童村（TCV）当秘书和翻译。1967年，她和彭措扎西结婚。
1967年，在西姆拉的幼儿园任执行秘书和会计。1970年到1977年，在图书馆和档案馆任执行秘书和会计。1978年到1982年，担任德勒医院管理人。1983年至1988年，任流亡政府卫生部秘书。1989年至1997年，任达赖驻英国伦敦办事处代表。1997年至1999年，任达赖驻台湾首席代表。2000年至2001年，任流亡政府新闻与外交部秘书。2002年1月，任达赖驻英国伦敦办事处代表。2006年至2011年，任流亡政府新闻与外交部噶伦。